# Abús d'antibiòtics

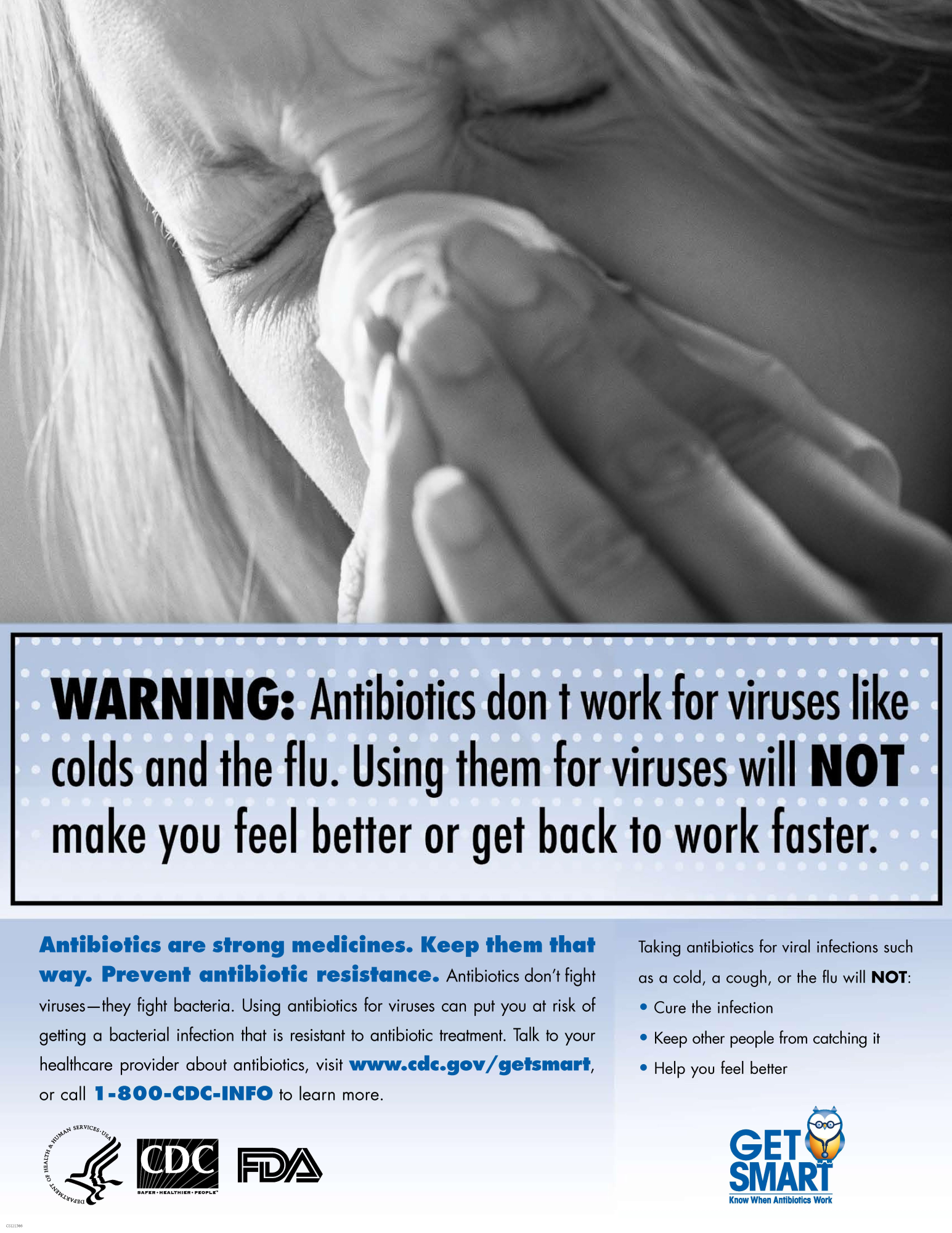
Aquest cartell de la campanya "Get Smart" dels Centres per al Control i la Prevenció de Malalties dels EUA, destinat a ser utilitzat en consultoris i altres instal·lacions sanitàries, adverteix que els antibiòtics no funcionen per a malalties víriques, com el refredat comú.

L'abús d'antibiòtics, es refereix al mal ús o a l'ús excessiu d'antibiòtics amb efectes potencialment greus per a la salut. És un factor que contribueix al desenvolupament a la resistència als antibiòtics, incloent la creació de bacteris resistents als antibiòtics, anomenats de manera informal "superbacteris", bacteris relativament inofensius (com estafilococs, enterococs i acinetobacters) poden desenvolupar resistència a diversos antibiòtics i causar infeccions potencialment mortals.

## Història de la regulació dels antibiòtics
Els antibiòtics han existit des de 1928 quan Alexander Fleming va descobrir la penicil·lina. A la dècada dels 80, els antibiòtics considerats importants en termes mèdics pel tractament dels animals es podien aprovar sota supervisió veterinària. El 1996 es va crear el Sistema Nacional de Control de Resistència als Antibiòtics (NARMS). A partir del 2010, les publicacions relatives als medicaments antimicrobians als aliments es van convertir en un informe anual. A partir del 2012, es va sol·licitar públicament com es recopilen i notifiquen les dades sobre qüestions relacionades amb l'ús d'antimicrobials per als animals destinats a l’ús alimentari. Com a resultat d'això, l'Agència d’Aliments i Fàrmacs, l’FDA, va revisar el seu procés de mostreig del Sistema Nacional de Vigilància de Resistència als Antibiòtics, NARMS amb l'objectiu d'obtenir dades més representatives del bestiar per als organismes clau sota vigilància. «Els socis de NARMS al Centre per al Control i Prevenció de Malalties, CDC, i el Departament d’agricultura dels Estats Units, USDA, han publicat més de 150 articles d'investigació revisats per experts que examinen la natura i magnitud dels perills de la resistència als antibiòtics associats amb l'ús d'antibiòtics en animals destinats a l’ús alimentari». El 2014, l’FDA va començar a treballar amb el Departament d'agricultura dels Estats Units (USDA) i els Centres de Control i Prevenció de Malalties (CDC) per explorar mecanismes addicionals per obtenir dades representatives de l'ús d'antibiòtics en animals destinats a l’ús alimentari. El 2015, l’FDA va emetre la directiva d’aliments veterinaris (VFD), segons la qual els veterinaris han d'autoritzar l'ús d'antimicrobians dins dels pinsos per als animals que atenen.

## Exemples d'abús d'antibiòtics
Els antibiòtics tracten infeccions bacterianes en lloc d'infeccions víriques.
Les situacions més habituals en què s'abusa dels antibiòtics són:
- Les aparents malalties respiratòries víriques en els nens no haurien de tractar-se amb antibiòtics. Es poden administrar antibiòtics si hi ha un diagnòstic d'infecció bacteriana.[3]
- Quan els nens amb tubs auditius tenen infeccions d’oïda, se’ls hauria ’administrar gotes òtiques d’antibiòtic directament on és la infecció en compte d’administrar-los antibiòtic oral, el qual tendeix a produir més efectes secundaris no desitjats.[4]
- L'otitis externa s'hauria de tractar amb gotes òtiques d’antibiòtic i no pas amb antibiòtics orals.[5]

- La sinusitis no hauria de tractar-se amb antibiòtics perquè normalment la causa un virus, i fins i tot quan la causa un bacteri, no es recepten antibiòtics excepte en circumstàncies atípiques, ja que normalment es resol sense tractament.[6]

- La conjuntivitis vírica no s'ha de tractar amb antibiòtics. Els antibiòtics només s'haurien d’administrar en el cas que un pacient tingui conjuntivitis bacteriana.[7]

- Les persones grans sovint tenen bacteris a l’orina que es detecten en controls rutinaris, però tret que la persona tingui els símptomes d'una infecció urinària, no s'haurien d’administrar antibiòtics.[8]

- L'èczema no hauria de tractar-se amb antibiòtics orals. La pell seca es pot tractar amb locions o tractaments simptomàtics.[9]
- L'ús d'antibiòtics tòpics per a tractar ferides quirúrgiques no redueix la taxa d'infecció en comparació amb l’ús d’ungüents sense antibiòtic o sense cap tipus d’ungüent.[9]

## Impacte social i econòmic
Els antibiòtics poden provocar reaccions greus i augmentar significativament el cost de l'atenció. Als Estats Units, els antibiòtics i els antiinfecciosos són la principal causa dels efectes adversos dels medicaments. El 2011, en un estudi de 32 estats, els antibiòtics i els antiinfecciosos van representar gairebé el 24% dels efectes adversos a medicaments que eren presents a l'ingrés, i el 28% dels que es van produir durant una estada hospitalària. Si la resistència antimicrobiana continua augmentant respecte als nivells actuals, s'estima que en 2050 moriran deu milions de persones cada any a causa de la falta d’un tractament disponible i el PIB mundial serà entre un 2 i un 3,5% menor en 2050. Si no es prenen mesures a nivell mundial per combatre l'abús d'antibiòtics i el desenvolupament a la resistència d’antibiòtics, s'estima que 300 milions de persones podrien morir prematurament des de 2014 fins a 2050 a causa de la resistència als fàrmacs i es perdrien entre 60 i 100 bilions de dòlars dels Estats Units de producció econòmica. Si tan sols es retarda 10 anys l'actual desenvolupament mundial a la resistència als antibiòtics, es podran estalviar 65 bilions de dòlars dels Estats Units de la producció mundial del PIB entre l’any 2014 i el 2050. La prescripció per part d'un especialista en malalties infeccioses en comparació amb la prescripció per part d'un especialista en malalties no infeccioses redueix el consum d'antibiòtics i redueix els costos.

## Resistència als antibiòtics
Tot i que calen antibiòtics per tractar infeccions bacterianes greus, l'abús ha contribuït a augmentar la resistència bacteriana. L'ús excessiu de fluoroquinolona i altres antibiòtics afavoreix la resistència als antibiòtics en bacteris, els quals poden inhibir el tractament d'infeccions resistents als antibiòtics. El seu ús excessiu en infants amb otitis mitjana ha donat lloc a una soca de bacteris totalment resistents als antibiòtics. A més, l'ús de substàncies antimicrobianes en materials de construcció i productes de cura personal ha contribuït a un major percentatge de bacteris resistents als antibiòtics a ambients d’interior, on els humans passen gran part de les seves vides. L'ús generalitzat de fluoroquinolones com a antibiòtics de primera línia ha portat a una disminució de la sensibilitat als antibiòtics, amb conseqüències negatives per a infeccions bacterianes greus com les associades amb la fibrosi quística, on les quinolones es troben entre els pocs antibiòtics viables.

## Ús inadequat

### Salut humana

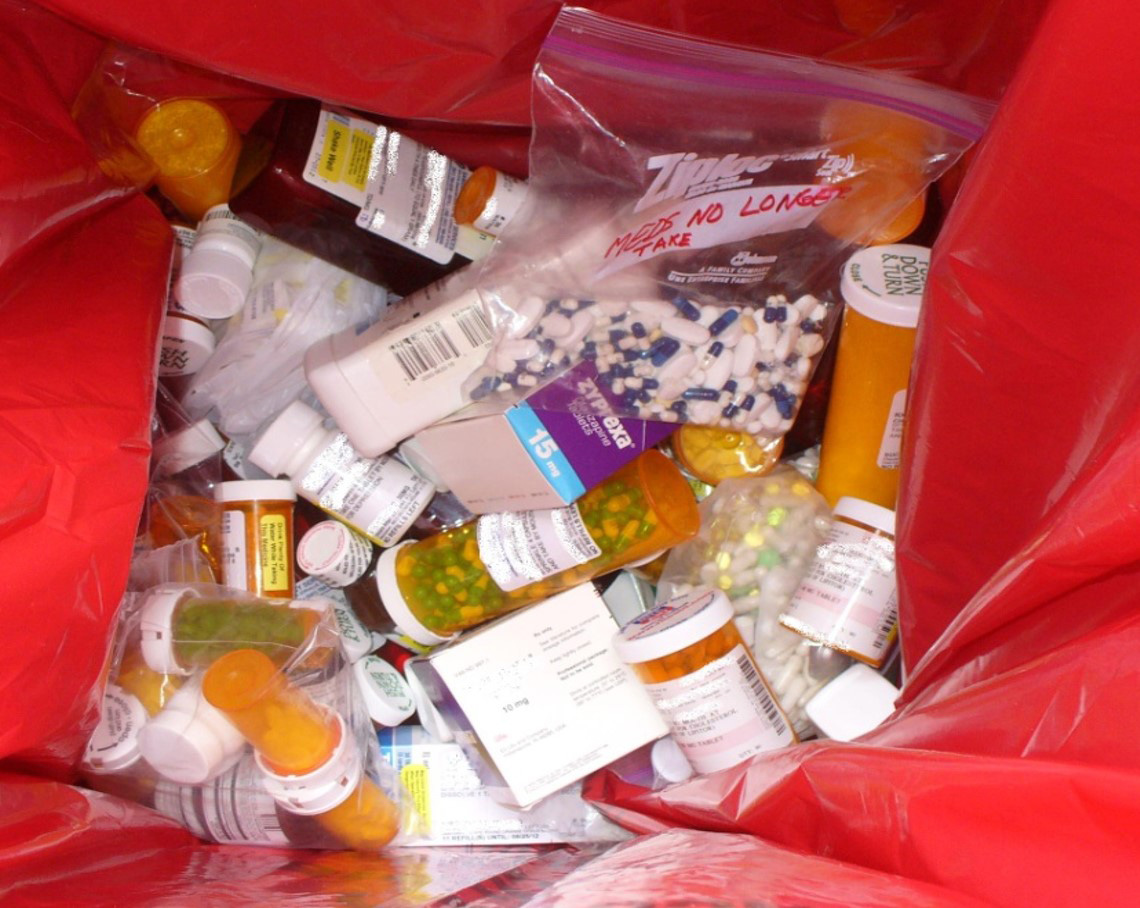
Productes farmacèutics no utilitzats recollits com a part d'un projecte de recerca universitària sobre residus farmacèutics.

Els antibiòtics no tenen cap efecte sobre les infeccions víriques com la del refredat comú. També són ineficaços contra les goles irritades, que solen ser víriques i auto-resolutives. La majoria dels casos de bronquitis (90-95%) també són virals i es solucionen després d’unes setmanes - l'ús d'antibiòtics contra la bronquitis és superflu i pot posar al pacient en risc de patir reaccions adverses. Si es pren antibiòtic quan hi ha una infecció vírica, l’antibiòtic ataca els bacteris que hi ha al cos, bacteris que o bé són beneficiosos o almenys no causen malalties. Aleshores, aquest tractament mal dirigit pot potenciar les propietats de resistència als antibiòtics en bacteris inofensius i que poden compartir amb altres bacteris, o crear oportunitats perquè bacteris potencialment nocius substitueixin els inofensius. Les directrius oficials de l'Associació Americana del Cor per a la profilaxi antibiòtica dental exigeixen l'administració d'antibiòtics per prevenir l'endocarditis infectiva. Encara que les directrius actuals (2007) dicten un ús més restringit d'antibiòtics, molts dentistes i els seus pacients segueixen les directrius de 1997 que donen lloc a un sobreús d'antibiòtics.
Un estudi de l'Imperial College de Londres el febrer de 2017 va trobar que 9 de 20 pàgines web, proporcionarien antibiòtics (il·legalment) sense recepta als residents del Regne Unit.
Els estudis han demostrat que les creences errònies sobre l'eficàcia i necessitat d’antibiòtics per tractar malalties comunes lleus contribueixen a la seva sobreutilització.

### Bestiar
Hi ha hagut un ús significatiu d'antibiòtics en la cria d'animals. L’ús més abundant d'antimicrobials mundial és en el bestiar; normalment es distribueixen en el pinso o l’aigua amb la finalitat de promoure el creixement i prevenir malalties.
Han sorgit debats entorn de l'abast de l'impacte d'aquests antibiòtics, especialment dels promotors del creixement antimicrobià i la resistència als antibiòtics en humans. Tot i que algunes fonts afirmen que encara hi ha una manca de coneixement sobre quin ús dels antibiòtics és el que genera el major risc per als humans, s'han decretat polítiques i normes per limitar qualsevol efecte perjudicial, com la possibilitat que els bacteris desenvolupen resistència als antibiòtics en el bestiar, i la transferència de gens de resistència dels bacteris als patògens humans.
Molts països ja prohibeixen l'estimulació del creixement, i la Unió Europea des de 2006 ha prohibit l'ús d'antibiòtics per aquesta finalitat. L’1 de gener de 2017, l’FDA va promulgar lleis per exigir que tots els antibiòtics humans de caràcter alimentari (molts d’ells abans classificats com a medicaments de venda lliure) es classifiquessin ara a la directiva veterinària d’aliments medicats (VFD). Aquesta mesura requereix que els agricultors estableixin i treballin amb veterinaris per rebre una autorització escrita de la VFD. L'efecte d'aquesta llei exigeix l'establiment d'una relació veterinari-client-pacient (RVCP). A través d'aquesta relació, els agricultors rebran una major educació en forma d'assessorament i orientació per part del seu veterinari. Els bacteris resistents en els aliments poden causar infeccions en humans. De manera similar als humans, donar antibiòtics als animals destinats al consum alimentari matarà la majoria dels bacteris, però els bacteris resistents poden sobreviure. Quan els animals destinats al consum alimentari són sacrificats i processats, els gèrmens resistents als intestins de l’animal poden contaminar la carn o altres productes animals.
Els gèrmens resistents dels intestins de l’animal també poden passar al medi ambient, a l’aigua i al sòl, a través de la femta. Si la femta animal o l'aigua que conté gèrmens resistents s'utilitza en fruites, verdures o altres productes com a fertilitzants o regadius, llavors els gèrmens resistents es poden estendre.